# DJ AniMe
DJ AniMe (rodno ime Barbara Palermo) je talijanska hardcore/gabber glazbenica i DJ te jedina ženska članica poznate producentske kuće Traxtorm Records.

## Djelovanje
Barbara je od mladosti primamljena elektroničkom glazbom raznih vrsta kao što su: progressive, techno, trance, hardcore, te prateći najbolje europske i talijanske zabave. U 17. godini odlučuje učiti umjetnost DJ-anja i 1998. započinje svoj posao s prijateljem Massimilianom poznatog kao DJ Metod i od te spone rađa se Radioactive. DJ Eklipze će biti druga polovica Radioactivea. Zajedno započinju i rade kao nastanjeni DJ-i u malom klubu blizu Milana te nakon par godina konačno rade i po ljeti, u klubu ECU. Tamo ih je 2000. godine opazio Luca Pretolesi (poznat kao Digital Boy), kojih je pozvao da se pridruže njegovoj producentskoj kući D-Boy Black Labelu, jedno od dvije glavne producentske kuće taljianskog hardcorea koja djeluje dugih niz godina, zajedno s Traxtorm Recordsom. S D-Boy Black Labelom, Radioactive nastupa na nekoliko zabava širom Europe, sugerirajući njihov industrial-darkcore odabir. Eklipze je jedina žena predstavljena u talijanskoj sceni tih godina.
Godine 2005., Radioactive se raspada. Massimiliano djeluje samostalno kao Dj Lian, dok DJ Eklipze nastupa po rave zabavama širom Italije. 2007. Barbaru kontaktiraju The Stunned Guysi da postane novi dio moćne producentske kuće talijanskog hardcorea, Traxtorm Records, kao AniMe.

## Diskografija
Objavljeno pod AniMe
- 2009. - "Concentrate"
- 2009. - "Detonate"
- 2010. - Detonate
- 2009. - "Hardcore Machine" (s DJ Mad Dogom)

Objavljeno pod Radioactive
| Godina | Album, singl              | Format                 | Producentska kuća      |
| ------ | ------------------------- | ---------------------- | ---------------------- |
| 2002.  | RDA Future Core           | 12 inčna vinilna ploča | D-Boy Black Label      |
| 2002.  | "Heiserlux"               | MP3                    | D-Boy Black Label      |
| 2003.  | To Embed Oneself          | 12 inčna vinilna ploča | D-Boy Black Label      |
| 2003.  | "Mental Reservation"      | MP3                    | D-Boy Black Label      |
| 2003.  | New World (vs. Hypnotics) | 12 inčna vinilna ploča | D-Boy Black Label      |
| 2004.  | Freedom of Choice         | 12 inčna vinilna ploča | Choose Or Lose Records |
| 2005.  | "Disturbed"               | MP3                    | Choose Or Lose Records |

## Vanjske poveznice
- Diskografija
- Službena stranica